# Kaple svatého Jiří (Lázně Bohdaneč)
Barokní hřbitovní kaple svatého Jiří se nalézá na městském hřbitově v Lázních Bohdanči v okrese Pardubice. Hřbitovní areál vymezený plnou zdí s průchozí zvonicí a ojedinělou centrální barokní kaplí z doby kolem poloviny 18. století a s dochovaným zajímavým souborem náhrobků z 19. a 20. století je chráněn jako kulturní památka. Národní památkový ústav tento areál uvádí v katalogu památek pod rejstříkovým číslem ÚSKP 19816/6-2051.

## Popis
Centrální barokní kaple svatého Jiří je obklopena obdélným hřbitovem, obehnaným ohradní kamennou zdí, v níž je na severní straně vestavěna nevelká věžová brána se zvonicí v patře a se šindelovou střechou. Zevně k fasádě kaple jsou přizděny empírové náhrobky.
Kaple na kruhovém půdorysu je zastřešena zvoncovou plechovou střechou. Ve vnější zdi je zazděno pravoúhlé ostění portálu. Průčelí člení sdružené lizény nesoucí vlys a hlavní římsu, na níž spočívá pobitá zvoncovitá báň s lucernou. Vstupní dveře jsou mřížové, náročně kovářsky zpracované, ornamentální. Interiér je zaklenut kopulí na profilované římse, kterou vynášejí jónské pilastry. Okna jsou umístěna ve vysokých nikách zevnitř půlkruhově zaklenutých.

## Galerie

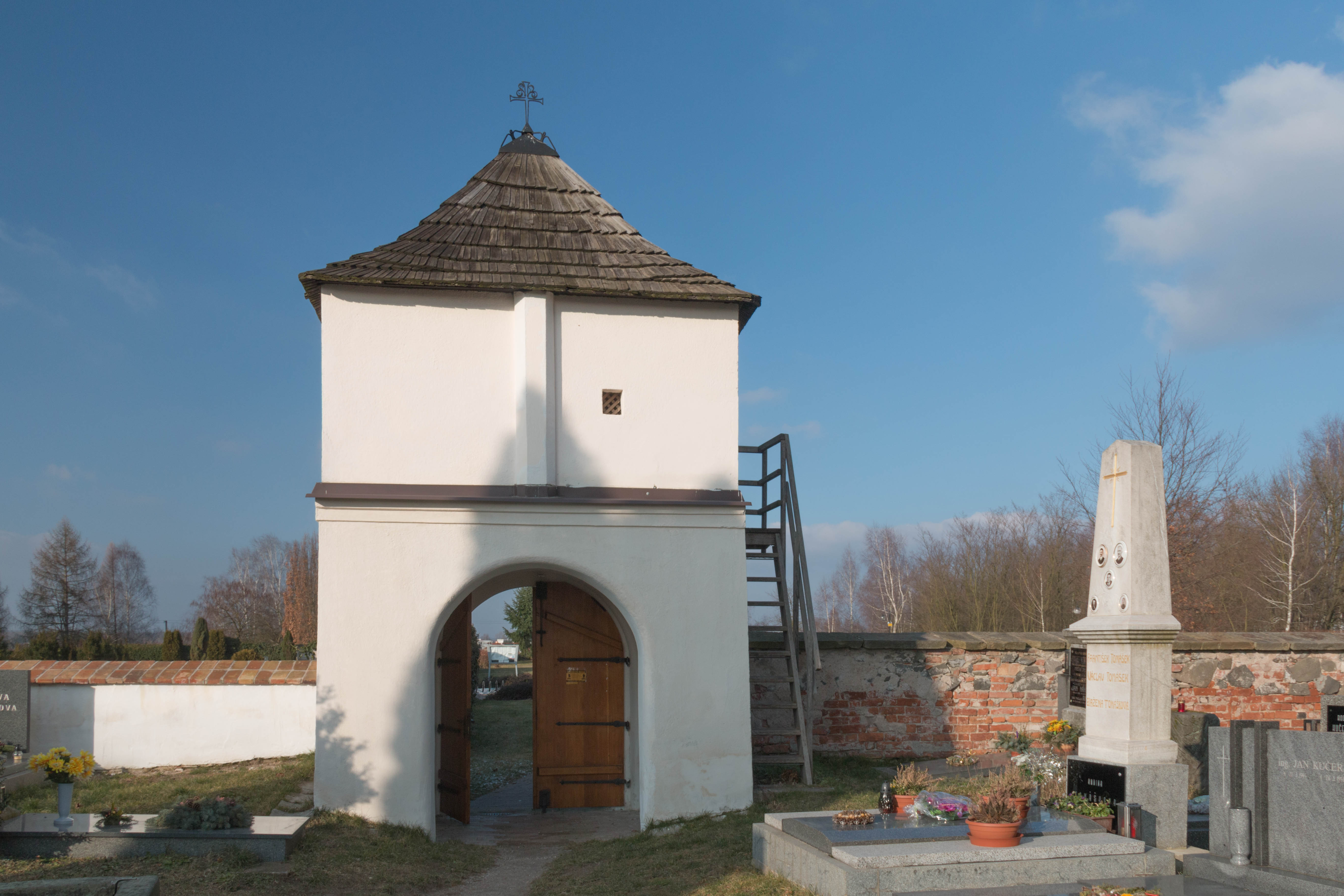
Kaple hřbitovní sv. Jiří s areálem (Lázně Bohdaneč) – zvonice
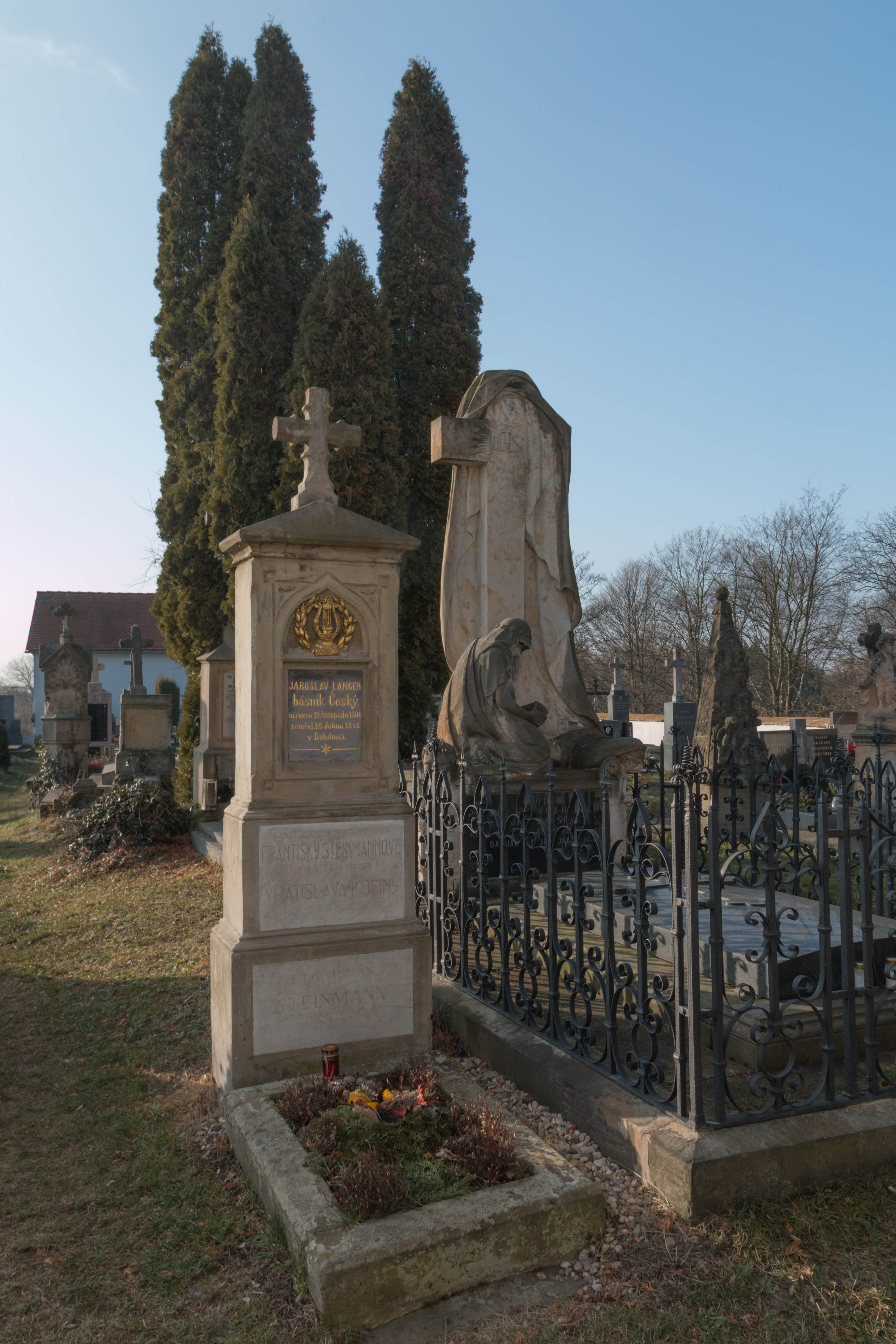
Kaple hřbitovní sv. Jiří s areálem (Lázně Bohdaneč) – hrob básníka Langera
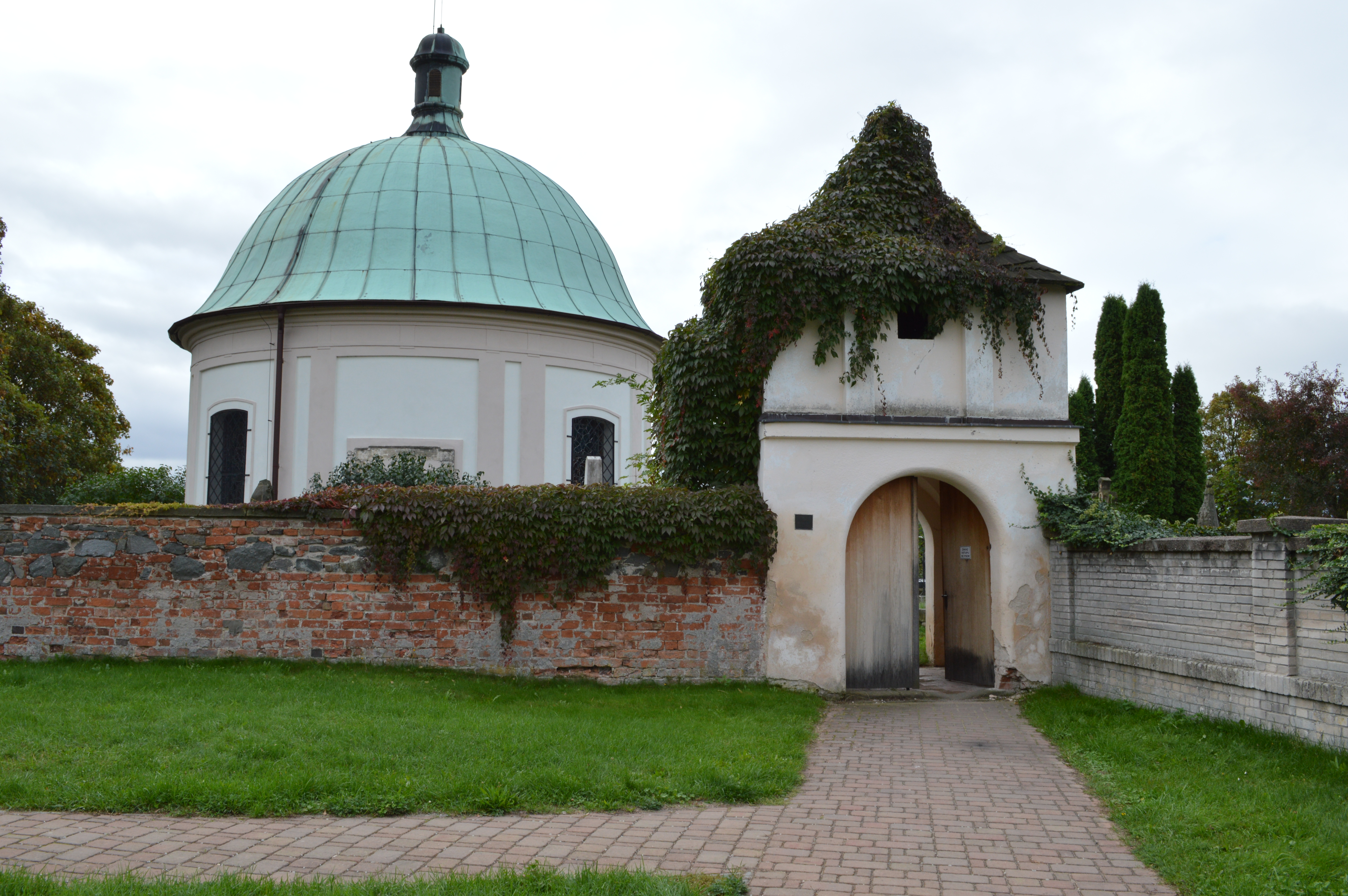
Kaple hřbitovní sv. Jiří s areálem, Lázně Bohdaneč – vstupní objekt do areálu hřbitova se zvoničkou
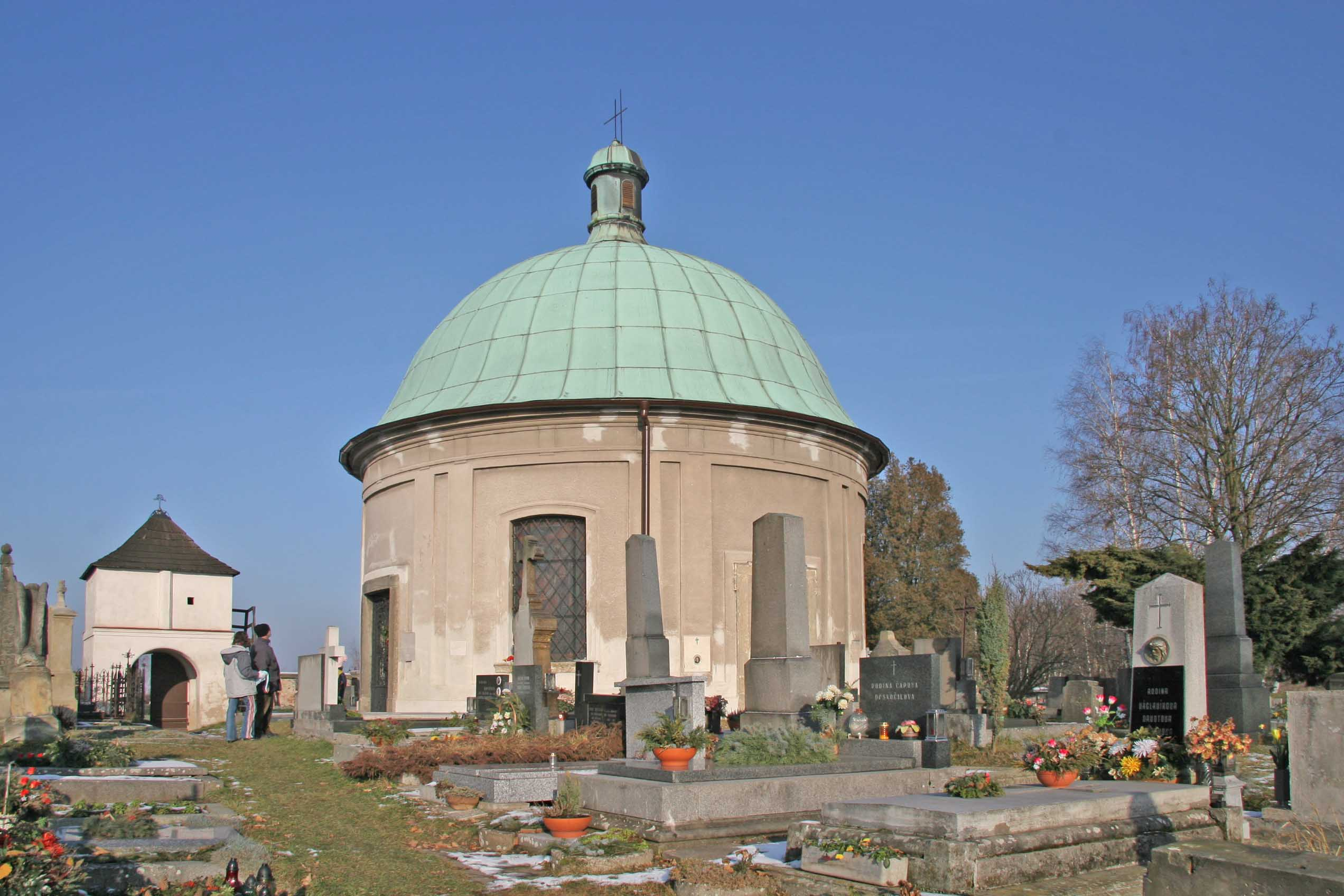
hřbitovní kaple svatého Jiří